# SN 1054
SN 1054 var en supernova i Oxens stjärnbild som observerades över stora delar av världen och dokumenterades av kinesiska astronomer . Dess utbrott har bestämts till den 4 juli 1054. Den var från utbrottet synlig i omkring två år.

## Identifiering av supernovan
Krabbnebulosan, som namngavs 1844 av den irländske astronomen Lord Rosse, identifierades som supernovarester av SN 1054 mellan 1921 och 1942, i början mer spekulativt (1920-talet), sedan med viss trovärdighet 1939, och bortom rimligt tvivel av Jan Oort 1942.
År 1921 var Carl Otto Lampland den första som meddelade att han hade sett förändringar i Krabbnebulosan. Detta tillkännagivande inträffade vid en tidpunkt då nebulosornas natur på himlen var helt okänd och deras natur, storlek och avstånd var föremål för debatt. Observation av förändringar i sådana objekt gjorde det efter hand möjligt för astronomer att bestämma huruvida deras rumsliga utsträckning är "liten" eller "stor", i den meningen att märkbara fluktuationer hos ett objekt så stort som Vintergatan inte kan uppfattas under en kort tidsperiod, såsom några år, medan sådana väsentliga förändringar är möjliga om objektets storlek inte överstiger en diameter på några få ljusår. Lamplands kommentarer bekräftades några veckor senare av John Charles Duncan, astronom vid Mount Wilson Observatory. Han använde sig av fotografiskt material som erhölls med hjälp av utrustning och emulsioner, som inte hade förändrats sedan 1909, och som ett resultat av detta var jämförelsen med äldre bilder lätt och visade tydligt en allmän expansion av molnet. Punkterna rörde sig bort från centrum och gjorde det allt snabbare efter hand som de kom längre ifrån detta.
År 1921 sammanställde Knut Lundmark uppgifterna för "gäststjärnorna" som nämns i de kinesiska krönikorna som är kända i väst. Han grundade detta på äldre verk, efter att ha analyserat olika källor, såsom Wenxian Tongkao, som studerats första gången från ett astronomiskt perspektiv av Jean-Baptiste Biot i mitten av 1800-talet. Lundmark gjorde en lista med 60 misstänkta novor, då den generiska termen för en stjärnexplosion, som faktiskt täcker det som nu är uppfattat som två distinkta fenomen, novor och supernovor. Nova 1054, som redan nämnts av Biot 1843, ingår i listan. Den antyder platsen för denna ”gäststjärna” i en anteckning längst ner på sidan som "nära NGC 1952", en av beteckningarna på Krabbnebulosan, men verkar inte ange en tydlig länk mellan dem.
År 1928 var Edwin Hubble den första som noterade att den förändrade aspekten av Krabbnebulosan, som växte större i storlek, antyder att det är resterna av en stjärnexplosion. Han insåg att den synbara förändringshastigheten i dess storlek betyder att explosionen som den kommer ifrån inträffade för bara nio århundraden sedan, vilket placerar explosionsdatumet inom den period som Lundmarks sammanställning täcker. Han noterade också att den enda möjliga nova i regionen av stjärnbilden Oxen (där molnet är beläget) är SN 1054, vars ålder beräknas motsvara en explosion från början av andra årtusendet. Hubble härledde därför korrekt, att detta moln var resterna av explosionen som observerades av kinesiska astronomer.
Hubbles kommentar var relativt okänd eftersom explosionens fysiska fenomen inte var känt vid den tiden. Elva år senare, när det var ett faktum att supernovor är mycket ljusstarka fenomen klarlagts av Walter Baade och Fritz Zwicky och när deras natur beskrivits av Zwicky, föreslog Nicholas Mayall att stjärnan SN 1054 var en supernova. Baserat på expansionen av molnet, mätt med spektroskopi, kunde astronomer bestämma dess fysiska storlek och avstånd, vilket man uppskattade till 5000 ljusår. Det var under antagandet att expansionshastigheterna längs siktlinjen och vinkelrätt mot den var identiska. Baserat på hänvisningen till stjärnans ljusstyrka som presenterades i de första dokumenten som upptäcktes 1934, framhöll han att det var en supernova snarare än en nova.
Denna slutsats förfinades därefter och motiverade 1942 Mayall och Jan Oort till att analysera historiska uppgifter relaterade till ”gäststjärnan” närmare. Dessa nya uppgifter, globalt och ömsesidigt överensstämmande, bekräftar de första slutsatserna från Mayall och Oort 1939 och identifieringen av ”gäststjärnan” SN 1054 och är ställda utom alla rimliga tvivel. De flesta andra historiska supernovor bekräftas inte lika avgörande. Supernovor från det första årtusendet såsom SN 185, SN 386 och SN 393, grundas på ett enda dokument, varför de inte kan bekräftas. I förhållande till den förmodade historiska supernova, SN 1181, som följde den på SN 1054, finns det befogade tvivel angående det föreslagna restmolnet (3C58) och ett objekt som är mindre än 1000 år gammalt. Andra historiska supernovor, av vilka det finns nedtecknade uppgifter som föregår teleskopets uppfinning (SN 1006, SN 1572 och SN 1604), är dock etablerade med säkerhet. Teleskoperans supernovor är naturligtvis förknippade med full säkerhet med deras kvarlevor när de observerats, men ingen är känd inom Vintergatan.